# Andrej Aramnaŭ
Andrej Mikalajevitj Aramnaŭ  (belarusiska: Андрэ́й Мікала́евіч Ара́мнаў; łacinka: Andrej Mikałajevič Aramnaŭ; ryska: Андре́й Никола́евич Аря́мнов, Andrej Nikolajevitj Arjamnov), född 17 april 1988 i Borisov, Vitryska SSR, Sovjetunionen (nuvarande Barysaŭ, Belarus), är en belarusisk tyngdlyftare.
Han tog OS-guld i samband med de olympiska tyngdlyftningstävlingarna 2008 i Peking.

## Fotnoter
1. ↑  Andrejevitj (belarusiska: Андрэ́евіч; łacinka: Andrejevič; ryska: Андре́евич, Andrejevitj), den kvinnliga Andrejeŭna (Андрэ́еўна; Andrejeŭna, Андре́евна, Andrejevna), är en vitrysk patronymikon, vars far förnamn var Andrej (belarusiska: Андрэ́й; łacinka: Andrej; ryska: Андре́й, Andrej).
2. ↑  Mikalajevitj (belarusiska: Мікала́евіч; łacinka: Mikałajevič; ryska: Никола́евич, Nikolajevitj), den kvinnliga Mikalajeŭna (Мікала́еўна; Mikałajeŭna; Никола́евна, Nikolajevna), är en vitrysk patronymikon, vars far förnamn var Mikalaj (belarusiska: Мікала́й; łacinka: Mikałaj; ryska: Никола́й, Nikolaj).
3. ↑  Arjamnov (ryska: Аря́мнов; belarusiska: Ара́мнаў; łacinka: Aramnaŭ; ukrainska: Аря́мнов), den kvinnliga Arjamnova (Аря́мнова; Ара́мнава; Aramnava; Аря́мнова), är ett rysk efternamn, vars ryskt ursprung.